# Модель Манна
Модель Манна (англ. Mann's model) — модель городского развития, сочетающая в себе секторную модель и модель концентрических зон. Город состоит из четырёх основных зон (центрального делового района, переходного района, района таунхаусов и пригорода), в которых проживают средний класс, низший средний класс, рабочий класс и низкоквалифицированный рабочий класс. Модель городской социологии объясняет структуру социальных групп в городе, и впервые предложена профессором социологии Питером Генри Манном в 1965 году.

## История создания
В 1965 году выходит книга «Введение в городскую социологию» профессора социологии  Шеффилдского университета Питера Генри Манна (1926—2008).

## Сущность модели
В большинстве городов Великобритании П. Г. Манн обнаружил разделение восток — запад, при котором западная часть города считается экологически чистой, благополучной зоной, а восточная — сосредоточением промышленности. Это согласуется с тем фактом, что многие промышленные районы создавались и развивались на востоке городов из-за того, что преобладающие ветры и течения рек переносили загрязнения в восточном направлении. Примерно похожие контрасты обнаруживаются между исторической частью города и загородными концентратами — развитие маятниковых периферий.
Модель Манна основана на исследованиях средних городов в Северной Англии (Хаддерсфилд, Ноттингем и Шеффилд), которые не были частью городских агломераций, но которые были достаточно большими, чтобы продемонстрировать различные функциональные районы. П. Манн исходит из того, что производство притягивает жилые зоны рабочих, так как немногие обладают достаточным доходом для дальних поездок на работу. Низкоквалифицированные работники предпочитают жить рядом с работой.
Также П. Манн вычисляет пропорцию, что рабочий класс в 2 раза превышает средний класс, а значит размещается в двух районах против одного среднего класса. Кроме того плотность застройки будет также больше в районе рабочего класса С, чем в районе среднего класса А, который предпочитает большие площади.
В модели возраст городского жилья будет уменьшаться с расстоянием от центра, так как городские районы прирастают пригородами, когда сельскохозяйственные угодья скупаются по частям под строительство. А значит в зоне 4 будут размещаться современные частные дома (в секторе А4) и муниципальные дома для рабочих (в секторе С4) и будет наблюдаться их смешение в секторе В4.